# دميرتشي (ميانة)
دميرتشي هي قرية في مقاطعة ميانة، إيران. عدد سكان هذه القرية هو 167 في سنة 2006.